# Siergiej Kuzniecow (lekkoatleta)
Siergiej Iljicz Kuzniecow (ros. Сергей Ильич Кузнецов, ur. 2 czerwca 1918 w Kemerowie, zm. w 2010) – radziecki lekkoatleta, wieloboista, medalista mistrzostw Europy z 1946.
Zdobył srebrny medal w dziesięcioboju  na mistrzostwach Europy w 1946 w Oslo, przegrywając jedynie z reprezentantem Norwegii Godtfredem Holmvangiem, a wyprzedzając Görana Waxberga ze Szwecji.
Na igrzyskach olimpijskich w 1952 w Helsinkach zajął 10. miejsce w dziesięcioboju.
Był mistrzem ZSRR w sztafecie 4 × 100 metrów w 1945 i 1947, w skoku w dal w latach 1943–1949 i w dziesięcioboju w latach 1943–1945. Zdobył również wicemistrzostwo ZSRR w skoku w dal w 1939 i w dziesięcioboju w 1947 oraz brązowy medal w dziesięcioboju w 1952.
Był rekordzistą ZSRR w skoku w dal (7,49 m 10 września 1945 w Kijowie) i dwukrotnie w dziesięcioboju (do wyniku 7082 punktów według ówczesnej tabeli, uzyskanego 16 września 1945 w Kijowie).
W 1946 otrzymał tytuł Zasłużonego Mistrza Sportu ZSRR. Od 1953 pracował jako trener, w tym reprezentacji ZSRR.